# Колонізація Сибіру

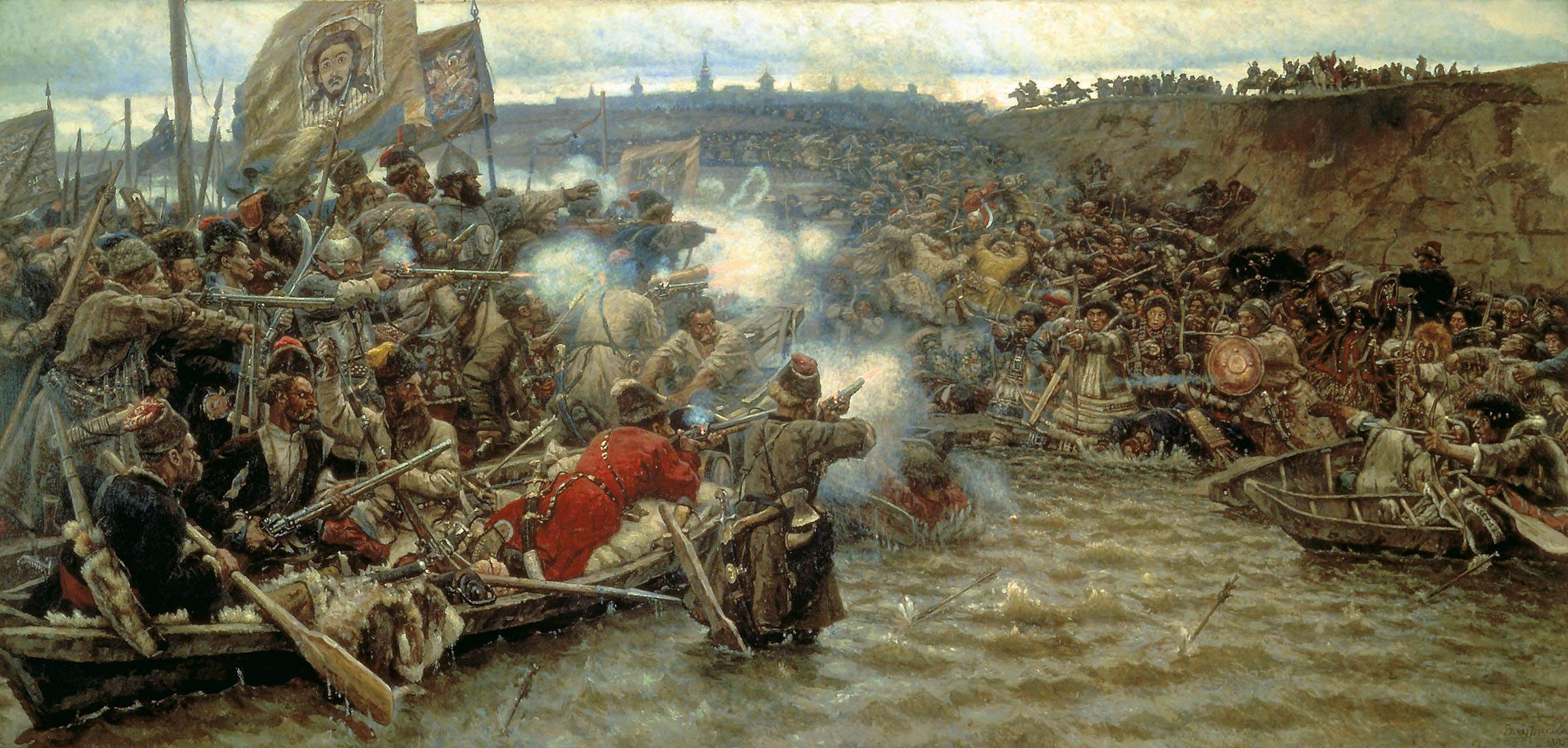
Василь Іванович Суриков, «Підкорення Сибіру Єрмаком». Полотно, олія

Колонізація Сибіру, також підкорення Сибіру — історичний процес включення Сибіру і Далекого Сходу до складу Московії (Московського царства) з другої половини XVI до початку XX століття. Традиційно вважається розпочатим у 1580 році походом Єрмака проти Сибірського ханства. Приєднання Сибіру і Далекого Сходу до Росії зустрічало опір місцевих жителів і відбувалося на тлі запеклих боїв корінних народів проти московських загарбників, які часто допускали жорстокість по відношенню до корінних народів.

## Хід подій
Процес підкорення Сибіру включав в себе поступове просування донських козаків і службових людей на Схід аж до їхнього виходу до Тихого океану і закріпленню на Камчатці. У фольклорі народів Північного сходу Сибіру для позначення московських прибульців використовується етнонім «козак». Шляхи руху козаків переважно були водні. Знайомлячись з річковими системами, вони йшли суходолом виключно в місцях вододілу, де переваливши через хребет і влаштувавши нові човни, спускалися по притоках нових річок.
Після прибуття в місцевість, яку займало якесь плем'я тубільців, козаки входили з ними в мирні переговори з пропозицією підкоритися «Білому царю» і платити ясак, але переговори ці далеко не завжди приводили до успішних результатів, і тоді справа вирішувалося зброєю. Обклавши тубільців ясаком, козаки влаштовували на їх землях або укріплені остроги (якщо плем'я було войовниче), або просто зимарки, де і залишалася звичайно частина козаків у вигляді гарнізону для підтримки покірності і для збору ясаку. Слідом за військами йшли поселенці, адміністратори, духовенство, промисловики і купці. Місцеве населення обкладалося податком. Найбільш активний опір чинили Сибірське ханство і ряд великих племінних союзів (наприклад, Ханти). Мали місце кілька локальних воєн з Китаєм в Забайкаллі і на півдні Далекого Сходу.

## Питання про колонізацію

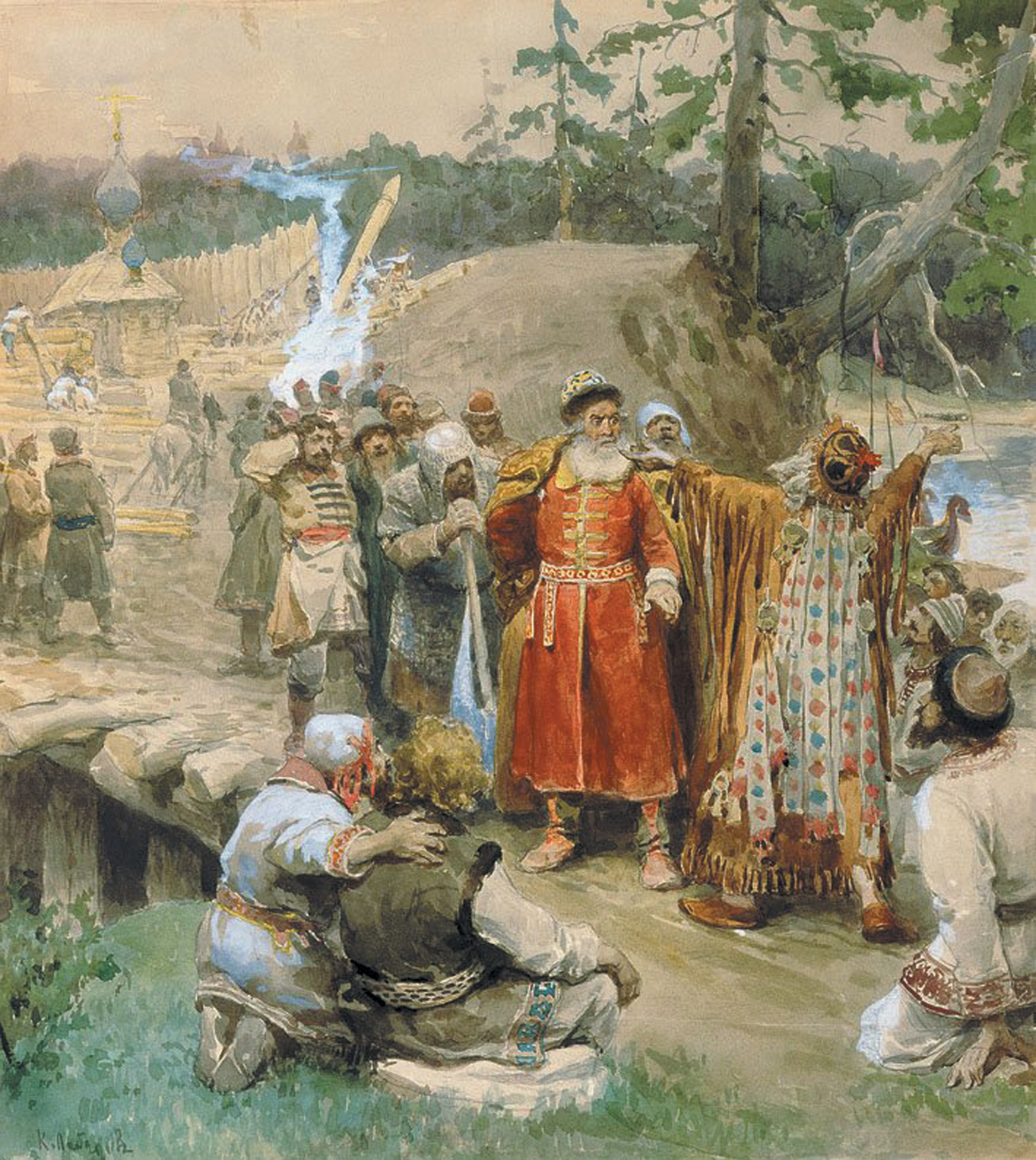
К. Лебедєв. «Освоєння росіянами нових земель». Папір, акварель. 1904

У сучасній історіографії обговорюється питання про те, чи була Росія метрополією, а сибірські території — її колонією (колоніями). Дане питання значною мірою політизоване. Часові рамки освоєння Росією територій Сибіру і Далекого Сходу дійсно збіглися з періодом великих відкриттів в історії інших європейських держав з тією лише різницею, що московська експансія проходила в основному по суші (телурократія), а не по морю (таласократія), принаймні на початковому етапі. Сибірське ханство, як одне з національно-державних утворень сибірських татар було завойовано.

## Наслідки
Росіяни заснували в Сибіру багато острог, які потім перетворилися в міста, з іншого боку, багато поселень було знищено. Сибір також став плацдармом для подальшої колонізації Азії і північного заходу Північної Америки (Російська Америка). Численні жертви, викликані завоюваннями, асиміляція, масове переселення до Сибіру московського народу призвели до катастрофічного положення культур і мов корінних народів.